# Верблюдоводство
Верблюдоводство — отрасль животноводства, занимающаяся разведением и использованием верблюдов. Распространено в пустынях, полупустынях и сухих степях. Не требует больших затрат, так как верблюды неприхотливы. Продукция верблюдоводства — молоко, мясо и шерсть. Верблюд также является тягловым, транспортным животным. Верблюдоводство — традиционная отрасль сельского хозяйства арабо-мусульманских стран аридного пояса. Исключительно экономная отрасль производства, поскольку верблюды круглый год кормятся на пастбищах, в неблагоприятные периоды их докармливают сеном или концентрированными кормами. Поят зимой один раз в сутки, летом два. Содержат в помещениях простейшего типа (выгульных дворах с навесом или в сараях (зимой)).
В 1997 году, в мире насчитывалось около 19,6 млн голов верблюдов, из которых 6,1 млн сосредоточено в Сомали, а 3,1 млн — в Судане. Более миллиона голов имелось также в Индии, Мавритании, Пакистане, Эфиопии.
В республиках Средней Азии и Казахстане разводят три породы двугорбых верблюдов (калмыцкую, казахскую и монгольскую) и одну одногорбых (арвана). Ранее на территории СССР были распространены гибриды одно- и двугорбых верблюдов, которые отличались  более крупными размерами, мощностью и выносливостью.
В ряде азиатских и африканских стран, а также в Австралии пользуются популярностью скачки на одногорбых верблюдах (дромадеры), но более всего популярны в ближневосточных странах, где выводятся специальные скаковые породы.